# Les Gradés de Top Gun
Ne doit pas être confondu avec Top Gun (film).
Pour plus de détails, voir Fiche technique et Distribution.
Les Gradés de Top Gun (Warbirds) est un téléfilm américain réalisé par Ulli Lommel, diffusé le 1er avril 1989.
En France, le téléfilm a été diffusé le 21 décembre 1988  sur La Cinq.